# Cnestis
Cnestis ist eine Pflanzengattung aus der Familie der Connaraceae.

## Beschreibung
Cnestis sind Lianen, kletternde Sträucher oder kleine Bäume. Die Blätter sind unpaarig gefiedert, die Blättchen gegenständig oder annähernd gegenständig. Der Blütenstand ist eine Rispe, Traube oder ein Faszikel und wächst entweder aus den Achseln oder direkt aus dem Stamm (Kauliflorie). Die meist heterodistylen, selten homostylen Blüten sind zwittrig und fünfzählig.
Die Kelchblätter sind unverwachsen, die Kronblätter meist kahl, nur außen selten mit vereinzelten Haaren besetzt. Die zehn Staubfäden sind kahl und entweder unverwachsen oder am Ansatz zu einer Röhre verschmolzen. Die Griffel sind am Ansatz häufig behaart, die Narbe köpfchenartig geformt oder rundlich. Es gibt fünf Fruchtblätter, die Früchte sind schwach oder nicht gestielte Bälge, die dicht filzig behaart und außen gelegentlich mit langen, steifen Haaren zusätzlich versehen sind, reif öffnet sie sich.
Die glänzenden Samen sind einzeln am Ansatz des Balgs befestigt und besitzen eine fleischige Außenschicht, die sogenannte Sarkotesta, sie überdeckt den Ansatz des Samens. Das Endosperm ist reichlich, die Keimblätter sind groß und dünn, die Radicula ist spitz.

## Verbreitung
Die Gattung ist altweltlich, die Arten finden sich zumeist im tropischen Afrika, eine Art jedoch auch im tropischen Asien.

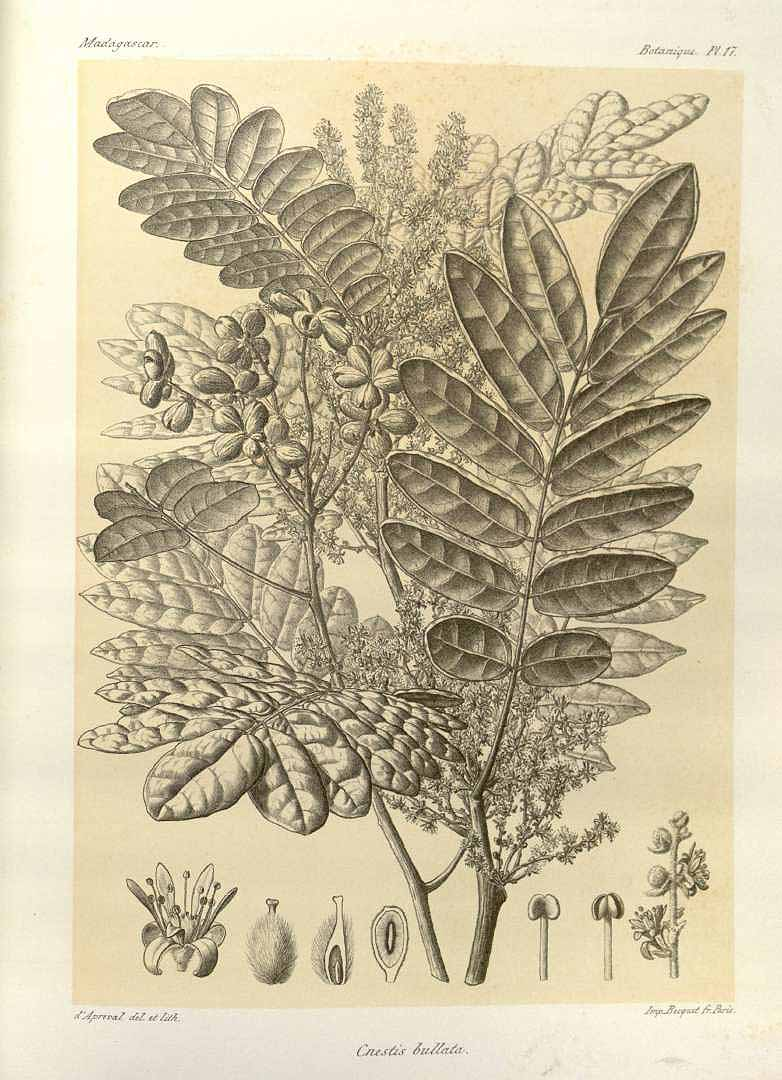
Cnestis polyphylla, Illustration

## Systematik
Die Gattung wird in die Tribus Cnestidae der Familie gestellt. Es gibt dreizehn Arten, darunter:
- Cnestis ferruginea DC.: Sie kommt im tropischen Afrika vor.[1]
- Cnestis palala Merr. (Syn.: Cnestis platantha Griff.[2]): Sie kommt auf den Nikobaren und Andamanen, auf Sumatra und Kalimantan, Malaysia, auf Luzon, in Kambodscha, Thailand, Laos, Myanmar, Vietnam und auf Hainan vor.[1]
- Cnestis polyphylla Lam.: Sie kommt im tropischen und im südlichen Afrika und auf Madagaskar, Mauritius und Réunion vor.[1]